# Företagsförvärv
Företagsförvärv kallas den aktivitet som innebär att ett företag eller affärsrörelse köps av en utomstående intressent. Det köpta företaget kallas ofta målföretag. Vanligast är att det är ett företag eller juridisk person som är köpare (eftersom detta är skattemässigt fördelaktigt) men det kan även vara en fysisk person. 
Företagsförvärv kan genomföras i många olika former. Det enklaste fallet är att målföretaget är ett aktiebolag och samtliga aktier byter ägare. En annan vanlig form är att verksamheten byter ägare genom att de olika tillgångarna och skulderna i företaget övertas (ett så kallat inkråmsförvärv). Andra former av företagsförvärv eller liknande förändringar av det bestämmande inflytandet i företaget kan genomföras som nyemissioner, aktieägaravtal, licensavtal eller annat.

## Transaktionsprocessen
Ett företagsförvärv delas in i tre distinkta faser: strategifasen, transaktionsfasen och integrationsfasen.  Strategifasen innebär att parterna var och en för sig förbereder företagsförvärvet genom att göra en strategisk analys och söka målföretag. När strategifasen är färdig kan parterna komma i kontakt med varandra för att utbyta information och utarbeta villkoren för förvärvet. Detta kallas transaktionsfasen. I transaktionsfasen ingå vanligtvis företagsvärdering, företagsbesiktning, strukturering och avtalsskrivning. När köpare och säljare kommit fram till ett bindande avtal och köparen tillträtt målföretaget inleds integrationsfasen. Integrationfasen innebär att köparföretagets och målföretagets organisationer samordnas så att företagsförvärvets målsättningar kan uppnås.

## Ställen att sälja/köpa ett företag
Där finns olika ställen att sälja/köpa ett företag. Man kan välja en mäklare om man skall sälja, som typisk tar mellan 3 och 10 procent av försäljningspriset, och tar sig av försäljningsprocessen.

## Typer av företagsförvärv
Företagsförvärv kan delas in på flera olika sätt:
- Industriella företagsförvärv - I ett industriellt företagsförvärv är köparföretaget verksamt i samma eller en närliggande bransch som målföretaget. Ett industriellt företagsförvärv innebär normalt att köparföretaget vill samordna de båda företagens verksamheter och på så sätt uppnå synergier.

- Finansiella företagsförvärv - I ett finansiellt företagsförvärv är köparföretaget ett investmentbolag, riskkapitalbolag eller något annat finansiellt inriktad företag. Ett finansiellt företagsförvärv syftar normalt till använda målföretaget som en tidsbegränsad investering. Mervärde skapas bl.a. genom hävstångseffekter, kassaflödesinriktad bolagsstyrning och en planerad vidareförsäljning.

- Horisontella företagsförvärv -  De horisontella företagsförvärven är industriella förvärv där värdeskapandet sker genom att de sammanslagna företagen kan uppnå synergieffekter genom en mer omfattande verksamhet, s.k. skalfördelar. I ett horisontellt företagsförvärv är köparföretaget och målföretaget tidigare konkurrenter.

- Vertikala företagsförvärv - I ett vertikalt företagsförvärv har köparföretaget och målföretaget redan före köpet har en verklig eller potentiell affärsrelation till varandra, dvs. målföretaget är kund till köparföretaget eller vice versa. I ett vertikalt företagsförvärv kan värde skapas genom att led i förädlingskedjan reduceras.